# Oreisplanus munionga ssp. larana
Oreisplanus munionga larana је подврста Oreisplanus munionga, врсте лептира из породице скелара (лат. Hesperiidae). 

## Распрострањење
Аустралија је једино познато природно станиште врсте.

## Станиште
Подврста Oreisplanus munionga larana има станиште на копну.

## Угроженост
Ова врста није угрожена, и наведена је као последња брига јер има широко распрострањење.